# Four Ladies Bank
Four Ladies Bank – ławica na Oceanie Południowym, położona na północ od Zatoki Prydza, niedaleko Wybrzeża Ingrid Christensen. Została odkryta podczas ekspedycji pod przewodnictwem Larsa Christensena w latach 1936-37 i nazwana na cześć czterech kobiet biorących udział w wyprawie - żony Christensena Ingrid Christensen, jego córki Fie oraz ich dwóch przyjaciółek - Lill Rachlew i Solveig Widerøe.